# 圣诺犹太庙
1°17′50″N 103°50′33.2″E / 1.29722°N 103.842556°E

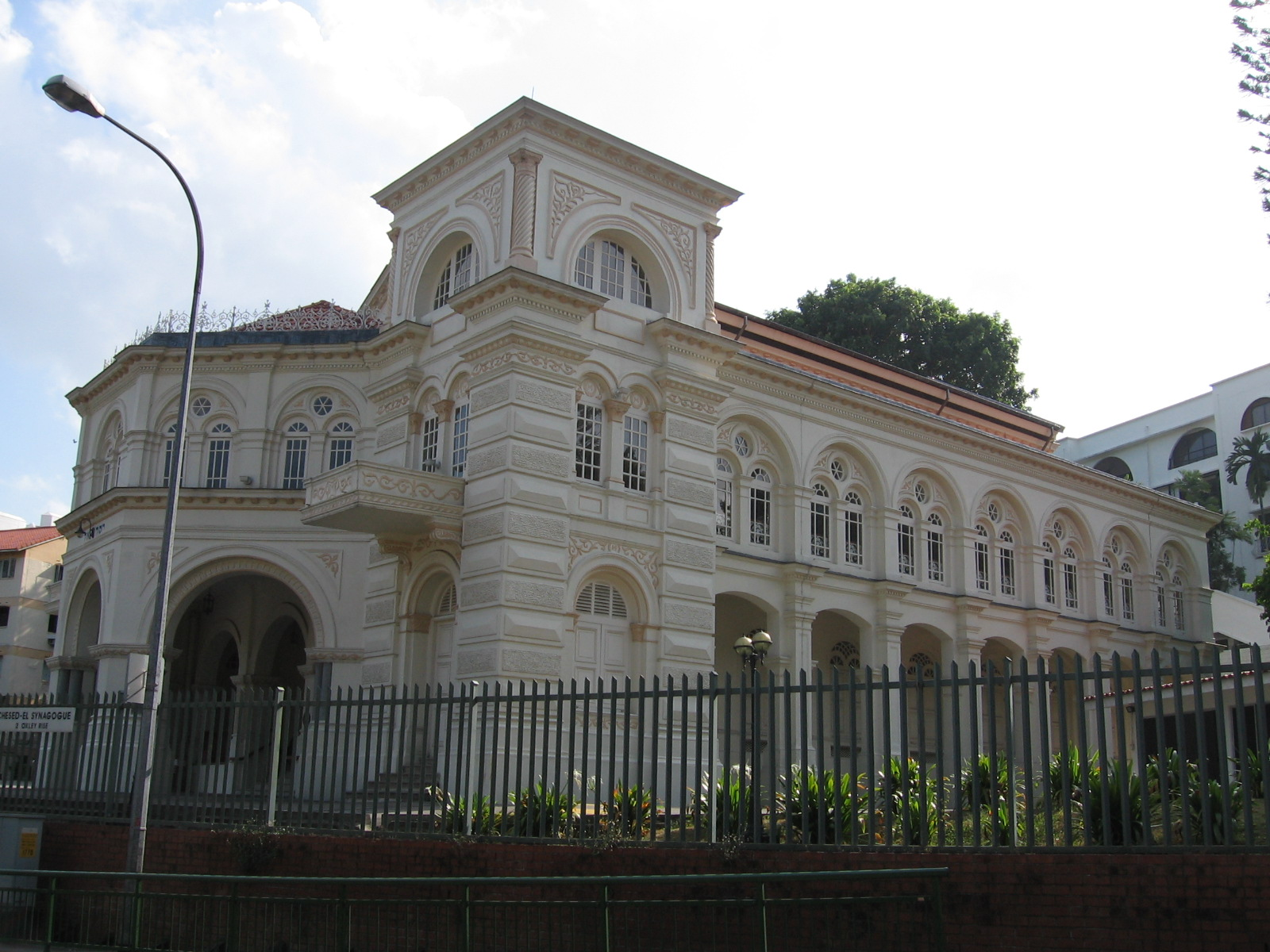
圣诺犹太庙

圣诺犹太庙（Chesed-El Synagogue）是新加坡的一座犹太会堂，位于新加坡中区Oxley Rise。

## 历史
建于1905年，是新加坡第二座犹太会堂。20世纪初，新加坡的犹太人人数增加，超过了建于1878年的马海阿贝犹太庙的容量，此外新加坡的犹太人分别来自欧洲以及亚洲，不同背景造成礼仪的不同，因此需要新建一座犹太会堂。
圣诺犹太庙为晚期文艺复兴风格。这里也是新加坡最早使用煤气灯的地方。
今天，圣诺犹太庙和马海阿贝犹太庙协调他们的服务，因为现在新加坡的犹太人很少。当圣诺犹太庙举行仪式时，马海阿贝犹太庙就不举行。礼拜通常是每周举行一次。平日进堂信徒不多，节日期间人数较多。
1998年12月18日，圣诺犹太庙列为新加坡国家古迹。